# Václav Kaprál

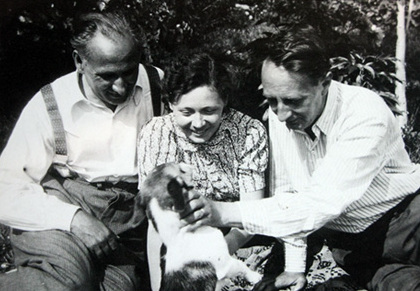
Václav Kaprál, Vítězslava Kaprálová und Bohuslav Martinů

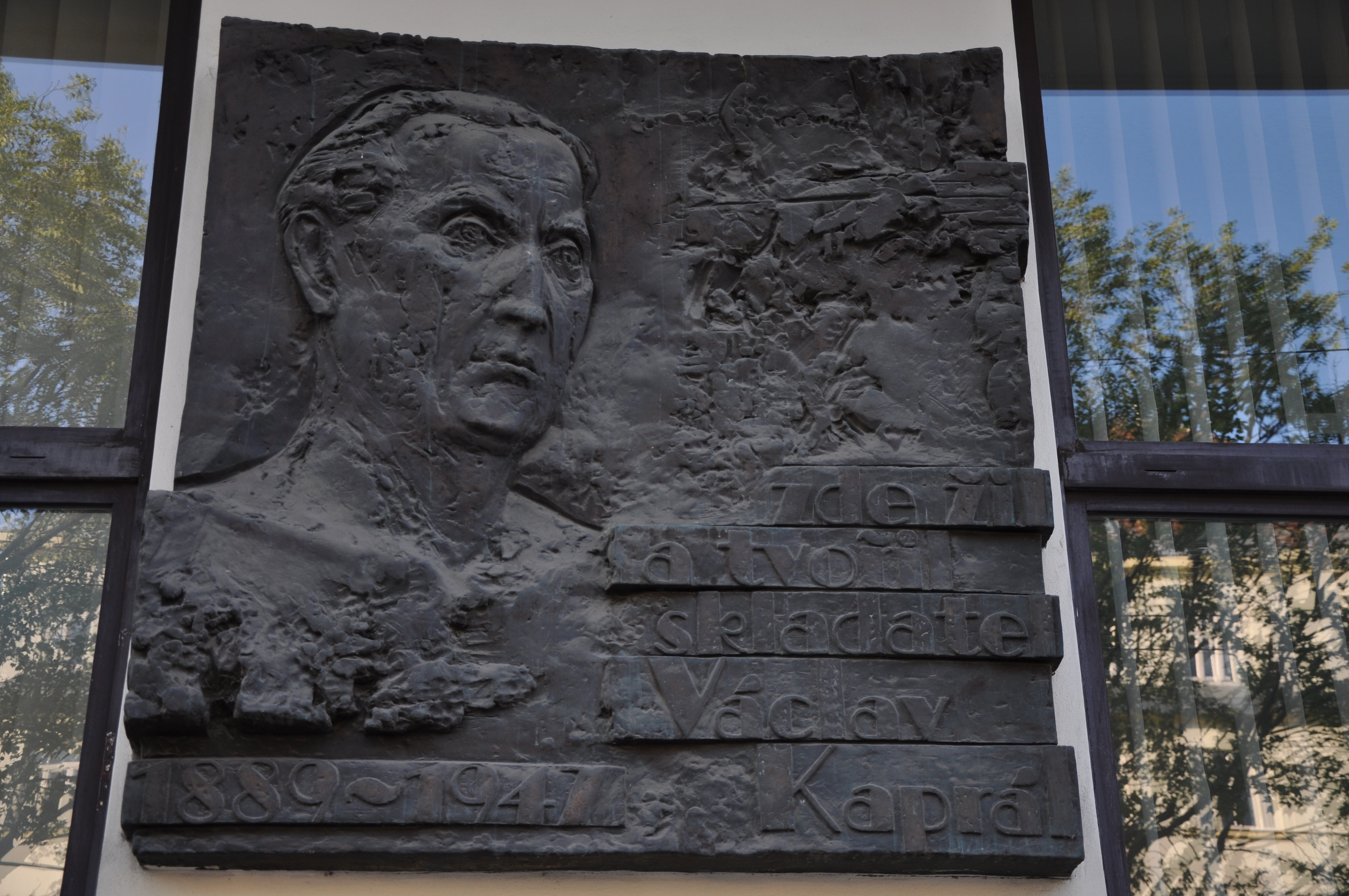
Václav Kaprál

Václav Kaprál (* 26. März 1889 in Určice; † 6. April 1947 in Brünn) war ein tschechischer Komponist.

## Leben
Kaprál war von 1907 bis 1910 Kompositionsschüler von Leoš Janáček und von 1919 bis 1920 von Vítězslav Novák  und studierte Klavier bei Marie Kuhlova, Adolf Mikeš, Klara Schäferova und schließlich Alfred Cortot in Paris. 1911 gründete er in Prag eine private Musikschule. Zwischen 1919 und 1928 war er auch als Chorleiter und Musikkritiker für mehrere Zeitschriften tätig. Daneben trat er in den 1920er Jahren als Klavierduo mit Ludvík Kundera auf. Seit 1927 unterrichtete er an der Masaryk-Universität in Brünn, 1935 wurde er Professor am Konservatorium sowie Mitglied der Tschechischen Akademie der Wissenschaften und Künste. 1942 wurde er von der Gestapo verhaftet und war bis 1945 im Lager von Swatoborschitz. Seit 1946 unterrichtete er an der Musikakademie Brünn. Auch seine Tochter Vítězslava Kaprálová wurde als Komponistin bekannt.
Kaprál komponierte Sonaten, Sonatinen und weitere Stücke für das Klavier, zwei Streichquartette und ein Klavierquartett, eine Messe, Chorwerke, Lieder und Volksliedbearbeitungen.